# الیزابت رایان (شناگر)
الیزابت رایان (به انگلیسی: Elizabeth Ryan) (زادهٔ ۴ ژانویهٔ ۱۹۲۳) شناگر اهل ایالات متحده آمریکا است.